# Bavarian Open
Bavarian Open é uma competição internacional de patinação artística no gelo de níveis sênior, júnior e noviço, sediado na cidade na Oberstdorf, Alemanha.

## Edições
| Ano  | Edição | Cidade sede | Sênior | Sênior | Sênior | Sênior | Júnior | Júnior | Júnior | Júnior | Noviço | Noviço | Noviço | Noviço | Ref    |
| Ano  | Edição | Cidade sede | M      | F      | P      | D      | M      | F      | P      | D      | M      | F      | P      | D      | Ref    |
| ---- | ------ | ----------- | ------ | ------ | ------ | ------ | ------ | ------ | ------ | ------ | ------ | ------ | ------ | ------ | ------ |
| 2008 | 1.ª    | Oberstdorf  | •      | •      | –      | –      | •      | •      | –      | •      | •      | •      | •      | •      | [ 1 ]  |
| 2009 | 2.ª    | Oberstdorf  | •      | •      | –      | –      | •      | •      | •      | •      | •      | •      | –      | –      | [ 2 ]  |
| 2010 | 3.ª    | Oberstdorf  | •      | •      | •      | –      | •      | •      | •      | •      | •      | •      | •      | –      | [ 3 ]  |
| 2011 | 4.ª    | Oberstdorf  | •      | •      | •      | •      | •      | •      | •      | •      | •      | •      | •      | •      | [ 4 ]  |
| 2012 | 5.ª    | Oberstdorf  | •      | •      | •      | •      | •      | •      | •      | •      | •      | •      | –      | •      | [ 5 ]  |
| 2013 | 6.ª    | Oberstdorf  | •      | •      | •      | •      | •      | •      | •      | •      | •      | •      | –      | •      | [ 6 ]  |
| 2014 | 7.ª    | Oberstdorf  | •      | •      | •      | •      | •      | •      | •      | •      | •      | •      | –      | •      | [ 7 ]  |
| 2015 | 8.ª    | Oberstdorf  | •      | •      | •      | •      | •      | •      | •      | •      | •      | •      | •      | •      | [ 8 ]  |
| 2016 | 9.ª    | Oberstdorf  | •      | •      | •      | •      | •      | •      | •      | •      | •      | •      | •      | •      | [ 9 ]  |
| 2017 | 10.ª   | Oberstdorf  | •      | •      | •      | •      | •      | •      | •      | •      | •      | •      | •      | •      | [ 10 ] |
| 2018 | 11.ª   | Oberstdorf  | •      | •      | –      | •      | •      | •      | •      | •      | •      | •      | •      | •      | [ 11 ] |

## Lista de medalhistas

### Sênior

#### Individual masculino
| Evento                     | Ouro                              | Prata                          | Bronze                         |
| Oberstdorf 2008 (detalhes) | Fabio Mascarello · Itália         | Ferenc Kassai · Alemanha       | nenhum outro competidor        |
| Oberstdorf 2009 (detalhes) | Anton Kovalevski · Ucrânia        | Philipp Tischendorf · Alemanha | Matthew Parr · Reino Unido     |
| Oberstdorf 2010 (detalhes) | Philipp Tischendorf · Alemanha    | Michael Biondi · Alemanha      | Mikael Redin · Suíça           |
| Oberstdorf 2011 (detalhes) | Michal Březina · República Tcheca | Denis Wieczorek · Alemanha     | Christopher Berneck · Alemanha |
| Oberstdorf 2012 (detalhes) | Franz Streubel · Alemanha         | Martin Rappe · Alemanha        | Christopher Caluza · Filipinas |
| Oberstdorf 2013 (detalhes) | Nobunari Oda · Japão              | Kento Nakamura · Japão         | Paul Fentz · Alemanha          |
| Oberstdorf 2014 (detalhes) | Ivan Righini · Itália             | Franz Streubel · Alemanha      | Petr Coufal · República Tcheca |
| Oberstdorf 2015 (detalhes) | Andrei Lazukin · Rússia           | Franz Streubel · Alemanha      | Valtter Virtanen · Finlândia   |
| Oberstdorf 2016 (detalhes) | Ivan Righini · Itália             | Franz Streubel · Alemanha      | Ryuju Hino · Japão             |
| Oberstdorf 2017 (detalhes) | Vincent Zhou · Estados Unidos     | Hiroaki Sato · Japão           | Shu Nakamura · Japão           |
| Oberstdorf 2018 (detalhes) | Maurizio Zandron · Itália         | Lukas Britschgi · Suíça        | Petr Kotlařík · Chéquia        |

#### Individual feminino
| Evento                     | Ouro                          | Prata                         | Bronze                         |
| Oberstdorf 2008 (detalhes) | Sarah Hecken · Alemanha       | Kristin Wieczorek · Alemanha  | Roberta Rodeghiero · Itália    |
| Oberstdorf 2009 (detalhes) | Alice Garlisi · Itália        | Roberta Rodeghiero · Itália   | Alice Velati · Itália          |
| Oberstdorf 2010 (detalhes) | Katharina Häcker · Alemanha   | Roberta Rodeghiero · Itália   | Andrea Kreuzer · Áustria       |
| Oberstdorf 2011 (detalhes) | Katharina Häcker · Alemanha   | Belinda Schönberger · Áustria | Miriam Ziegler · Áustria       |
| Oberstdorf 2012 (detalhes) | Nathalie Weinzierl · Alemanha | Roberta Rodeghiero · Itália   | Isabelle Olsson · Suécia       |
| Oberstdorf 2013 (detalhes) | Nathalie Weinzierl · Alemanha | Sarah Hecken · Alemanha       | Nicole Rajičová · Eslováquia   |
| Oberstdorf 2014 (detalhes) | Joshi Helgesson · Suécia      | Anna Ovcharova · Suíça        | Anais Ventard · França         |
| Oberstdorf 2015 (detalhes) | Mariko Kihara · Japão         | Lutricia Bock · Alemanha      | Niki Wories · Países Baixos    |
| Oberstdorf 2016 (detalhes) | Yuka Nagai · Japão            | Lutricia Bock · Alemanha      | Lea Johanna Dastich · Alemanha |
| Oberstdorf 2017 (detalhes) | Angela Wang · Estados Unidos  | Nathalie Weinzierl · Alemanha | Lea Johanna Dastich · Alemanha |
| Oberstdorf 2018 (detalhes) | Rin Nitaya · Japão            | Yura Matsuda · Japão          | Nathalie Weinzierl · Alemanha  |

#### Duplas
| Evento                     | Ouro                                            | Prata                                             | Bronze                                         |
| Oberstdorf 2010 (detalhes) | Klára Kadlecová · Petr Bidař · República Tcheca | Nicole Gurny · Martin Liebers · Alemanha          | nenhum outro competidor                        |
| Oberstdorf 2011 (detalhes) | Maylin Hausch · Daniel Wende · Alemanha         | Katharina Gierok · Florian Just · Alemanha        | Mari Vartmann · Aaron Van Cleave · Alemanha    |
| Oberstdorf 2012 (detalhes) | Maylin Hausch · Daniel Wende · Alemanha         | Katarina Gerboldt · Alexander Enbert · Rússia     | Nicole Della Monica · Matteo Guarise · Itália  |
| Oberstdorf 2013 (detalhes) | Ksenia Stolbova · Fedor Klimov · Rússia         | Julia Antipova · Nodari Maisuradze · Rússia       | Mari Vartmann · Aaron Van Cleave · Alemanha    |
| Oberstdorf 2014 (detalhes) | Julia Antipova · Nodari Maisuradze · Rússia     | Katarina Gerboldt · Alexander Enbert · Rússia     | Giulia Foresti · Luca Demattè · Itália         |
| Oberstdorf 2015 (detalhes) | Amani Fancy · Christopher Boyadji · Reino Unido | Alessandra Cernuschi · Filippo Ambrosini · Itália | Elizaveta Makarova · Leri Kenchadze · Bulgária |
| Oberstdorf 2016 (detalhes) | Aliona Savchenko · Bruno Massot · Alemanha      | Minerva-Fabienne Hase · Nolan Seegert · Alemanha  | Lola Esbrat · Andrei Novoselov · França        |
| Oberstdorf 2017 (detalhes) | Ioulia Chtchetinina · Noah Scherer · Suíça      | Alexandra Herbrikova · Nicolas Roulet · Suíça     | Daria Beklemisheva · Mark Magyar · Hungria     |

#### Dança no gelo
| Evento                     | Ouro                                           | Prata                                            | Bronze                                             |
| Oberstdorf 2011 (detalhes) | Nelli Zhiganshina · Alexander Gazsi · Alemanha | Jana Khokhlova · Fedor Andreev · Rússia          | Sara Hurtado · Adria Diaz · Espanha                |
| Oberstdorf 2012 (detalhes) | Charlène Guignard · Marco Fabbri · Itália      | Ekaterina Pushkash · Jonathan Guerreiro · Rússia | Lucie Myslivečková · Neil Brown · República Tcheca |
| Oberstdorf 2013 (detalhes) | Penny Coomes · Nicholas Buckland · Reino Unido | Isabella Tobias · Deividas Stagniūnas · Lituânia | Lorenza Alessandrini · Simone Vaturi · Itália      |
| Oberstdorf 2014 (detalhes) | Justyna Plutowska · Peter Gerber · Polônia     | Shari Koch · Christian Nüchtern · Alemanha       | Henna Lindholm · Ossi Kanervo · Finlândia          |
| Oberstdorf 2015 (detalhes) | Misato Komatsubara · Andrea Fabbri · Itália    | Allison Reed · Vasili Rogov · Israel             | Cortney Mansour · Michal Češka · República Tcheca  |
| Oberstdorf 2016 (detalhes) | Penny Coomes · Nicholas Buckland · Reino Unido | Tina Garabedian · Simon Proulx-Sénécal · Armênia | Carter Marie Jones · Richard Sharpe · Reino Unido  |
| Oberstdorf 2017 (detalhes) | Anna Cappellini · Luca Lanotte · Itália        | Olivia Smart · Adrià Díaz · Espanha              | Kavita Lorenz · Panagiotis Polizoakis · Alemanha   |
| Oberstdorf 2018 (detalhes) | Lilah Fear · Lewis Gibson · Grã-Bretanha       | Jasmine Tessari · Francesco Fioretti · Itália    | Shari Koch · Christian Nüchtern · Alemanha         |